# Сакристија
Сакристија (лат. sacristia, од од лат. secretarium, скривено место) споредна је просторија у католичкој или протестантској цркви, или уз њу подигнут анекс. Служи као ризница за црквене предмете и свештенику као припремна соба за богослужбени обред. Сакристија се најчешће налази уз главни олтар, и са њим је повезана пролазом или вратима. По месту унутар цркве и функцији сакристија одговара ђаконикону у православним црквама. 
О сакристији и о осталим просторима у цркви брине црквењак (лат. sacristanus).